# 田中陸 (俳優)
田中 陸（たなか りく、1995年6月22日 - ）は、日本の俳優。愛知県名古屋市出身。

## 来歴・人物
2019年からフリーランスで俳優活動を開始。
趣味は、園芸とサウナ。

## 出演

### 映画
- つれづれ (2020年、安井祥二 監督) - 主演・佐藤大輝 役
- やわらかい季節 (2020年、小野峻志 監督) - 六助 役
- 復讐の鐘を打て (2020年、万田邦敏 監督) - 主演・風間浩一 役
- カウンセラー (2021年、酒井善三 監督) - 栗林隆弘、宮谷登 役
- 浮気なアステリズム (2021年、小野峻志 監督) - 植木ヒロシ 役
- 東京リベンジャーズ (2021年、英勉 監督) - 水野 役
- 青春の切れっ端たち (2021年、森田和樹 監督) - 日向道夫 役

### 舞台
- 盆栽 (2021年5月13日 - 23日、下北沢スターダスト / 作 小路紘史、演出 倉本朋幸) - ベン 役

### ドラマ
- NHK 連続テレビ小説「エール」第79回 (2020年10月1日 放送回) - 中尉 役

### 広告
- JA晴れの国岡山「晴れの国キッチン」
- scope japan「SUSAN BIJL / Process 2021」
- リアルゴールド / コカ・コーラ
- Family Mart / Convinience Wear 22SS

### モデル
- DAZED CHINA「CYBER HELL」
- FREAK‘S STORE「2020 SPRING&SUMMER Herdmans for MEN」
- Columbia「2020 S/S Style Sample “STAY AT HOME“」
- doublet 2021 S/S  Rakuten Fashion Week TOKYO
- KUON Spring/Summer 2021  New York Fashion Week
- doublet 2021 A/W  Paris Fashion Week
- DEW Magazine #39
- STREET DREAMS × CIAOPANIC「MORE DREAM COLLECTION」
- Children of the discordance + FACE A-J 21A/W  Rakuten Fashion Week TOKYO
- haglofs Spring/Summer 2021
- doublet 2022 S/S  Paris Fashion Week
- doublet “服飾戦隊ダブレンジャー“
- KUON Fall/Winter 2021  New York Fashion Week
- F-LAGSTUF-F × GRAMICCI “Reconstruct”
- BAYFLOW [9 OUTER, 9 STYLES.]
- T-HOUSE New Balance FW21 STYLE 04
- ITTI HOME - 1ST COLLECTION[ INE ] -
- HOMME PLISSÉ ISSEY MIYAKE AUTUMN WINTER 2022/23 Paris Fashion Week
- KUON Fall/Winter 2022  New York Fashion Week

### 雑誌
- POPEYE 2020年3月号「部屋とシティボーイ」
- POPEYE 2020年4月号「LOOKING GOOD.」
- POPEYE 2020年11月号「WEEKEND LIFE CATALOG 僕たちの週末時間。」
- POPEYE 2021年2月号「STYLE SAMPLE 2021」
- Them magazine No.033 “Fun to Dress”「’HOW TO WEAR?‘」: doublet
- POPEYE 2021年5月号「普段使いの東京案内。」
- POPEYE 2021年10月号「僕らが気になる服のこと。」: COMOLI
- EYESCREAM No.179「SKINS」
- GO OUT 2021年11月号「秋のアウトドア目線。」: COMFY
- SWITCH 2022年4月号 2022SS FASHION STORIES : BALENCIAGA

### PV
- 初恋モーテル「アナザー・ブルー」(2020年)
- a子「bye」(2021年)
- Tempalay「GHOST WORLD」(2021年) - Perfect Son 役

### バラエティ
- 日本テレビ「新・日本男児と中居」(2019年9月27日 放送回)
- NHK「金曜日のソロたちへ」(2020年7月3日 放送回)